# Ivan V., papa
Ivan V., papa od 23. srpnja 685. do 2. kolovoza 686. godine.